# 劳伦斯·特里
劳伦斯·特里（英語：Lawrence Terry，1946年4月12日—），美国男子赛艇运动员。他曾代表美国参加1968年和1972年夏季奥林匹克运动会赛艇比赛，其中1972年奥运会获得一枚银牌。